# آرامگاه آقا شاه بالو زاهد
بقعه آقا شاه بالو زاهد آملی مربوط به سدهٔ ۹ (۸۴۰ ه.ق) است و در شهرستان نور، در جاده امل به چمستان در روستای اهودشت واقع شده و این اثر در تاریخ ۲۳ اسفند ۱۳۴۶ با شمارهٔ ثبت ۷۶۸ به‌عنوان یکی از آثار ملی ایران به ثبت رسیده است.
آقا شاه بالو زاهد آملی از عرفای اواخر قرن ۷ و اوایل قرن ۸ هجری قمری و استاد شیخ خلیفه مازندرانی چهره اصلی عرفانی و مقاومت نهضت سربداران خراسان در عهد حکومت مغولان بوده است. بنای آجری با گنبدی مخروطی و تزئینات کاشی‌کاری بر روی مرقد آقا شیخ بالو زاهد ساخته شده که از آثار مهم تاریخی مازندران به شمار می‌رود.